# Burgen (Mayen-Coblence)
Pour les articles homonymes, voir Burgen.
Burgen est une municipalité du Verbandsgemeinde Untermosel, dans l'arrondissement de Mayen-Coblence, en Rhénanie-Palatinat, dans l'ouest de l'Allemagne.

## Illustrations

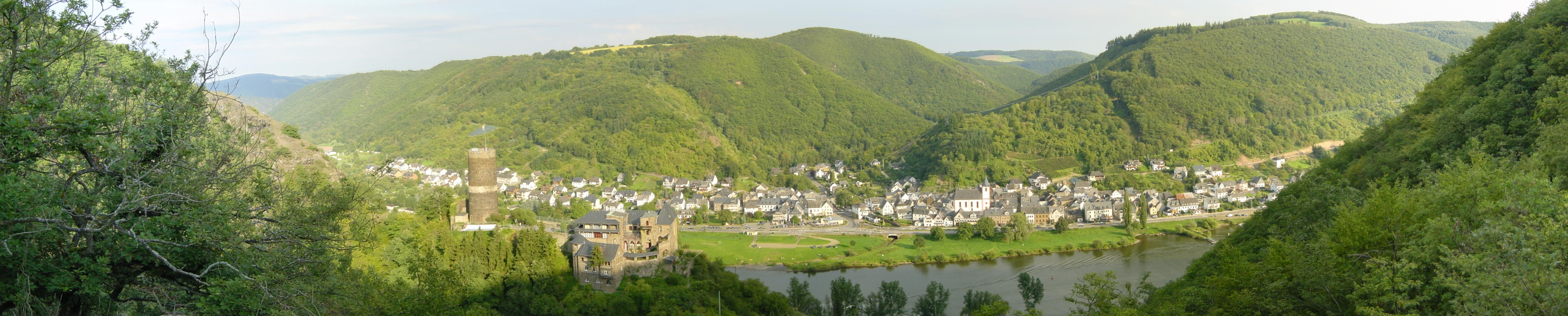
Panorama de Burgen
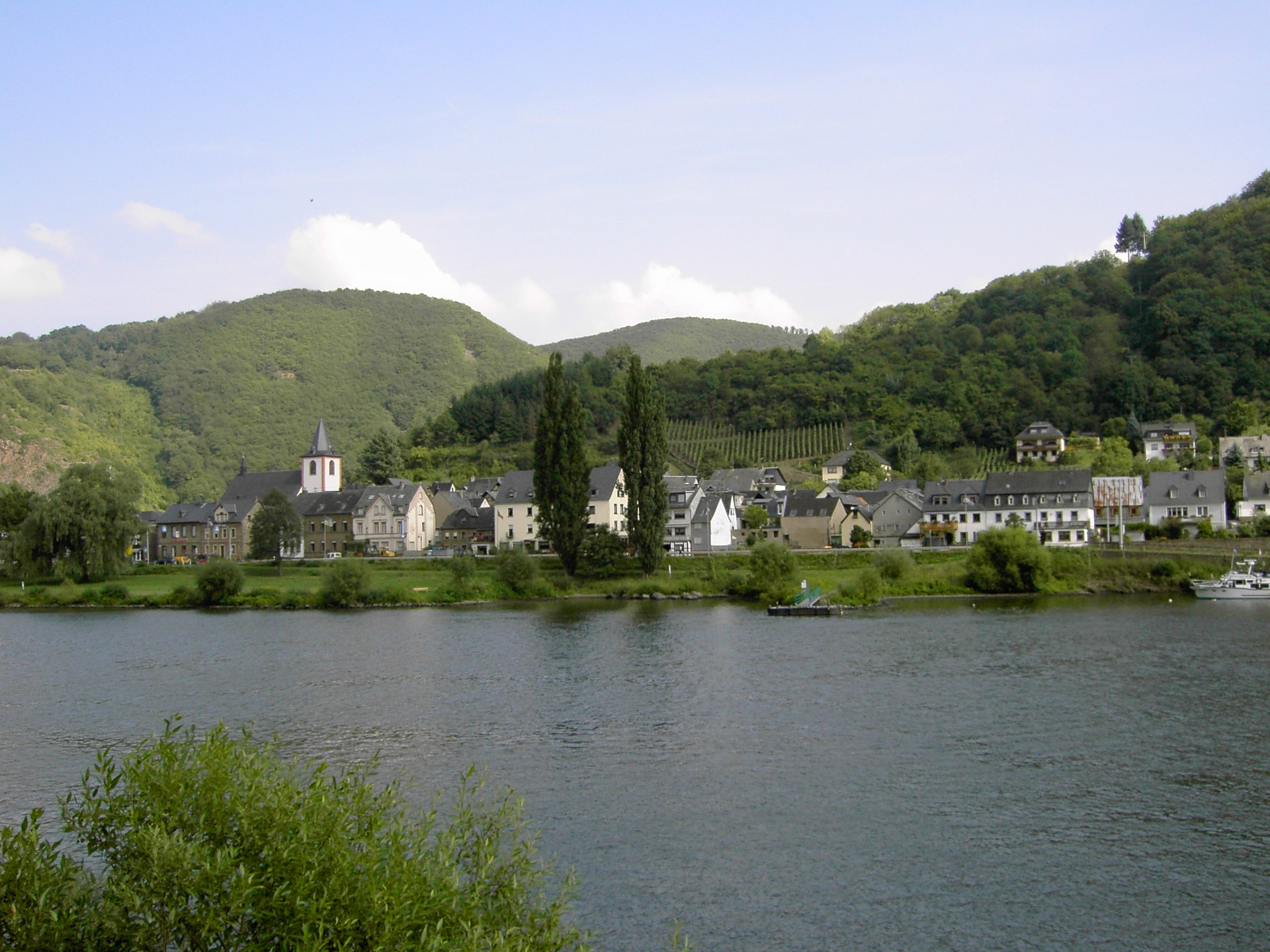
Vue sur Burgen